# Szinigrin
A szinigrin egy  glükozinolát, a glikozid vegyületek csoportjába tartozik.
A Brassica nemzetség néhány fajában található, például a brokkoliban és a fekete mustárban (Brassica nigra). A torma (Armoracia rusticana) kifejlett gyökerében, a szinigrin aránya 83% és a glükonaszturtiiné 11% a glukozinolát kivonatban. A szinigrin felelős a mustár és a torma csípős ízéért.